# جولي هاستينغز
جولي هاستينغز هي لاعبة كرلنغ كندية، ولدت في 5 سبتمبر 1975 في North York ‏ في كندا.